# 药用牛舌草
药用牛舌草（学名：Anchusa officinalis）是紫草科牛舌草属的植物。分布于欧洲等地，属中国原产的植物（非从国外引种）。